# Javier Fresán
Javier Fresán Leal (né le 15 septembre 1987 à Pampelune) est un mathématicien espagnol.

## Biographie
Javier Fresán est professeur à l'Institut de mathématiques de Jussieu – Paris Rive Gauche à Sorbonne Université. En collaboration avec Peter Jossen, il a réussi à répondre par la négative à une question posée par Carl Siegel en 1929 : « les E-fonctions peuvent-elles toutes être construites à partir de fonctions hypergéométriques ? »

## Travaux
Ses recherches concernent plus particulièrement le domaine de la géométrie algébrique et la théorie des périodes.

## Prix
- Frontiers of Science Award (2023)[3]
- Médaille de bronze du CNRS (2023)[2]
- Prix Dargelos de l'École polytechnique (2022)[4]
- Premio Vicent Caselles (2015)[5]

## Publications notables
- (es) « A Non-Hypergeometric E-Function », Annals of Mathematics, no 3,‎ 2021, p. 903-942.
- (es) « Hodge theory of Kloosterman Connections », Duke Mathematical Journal, no 8,‎ 2022, p. 1649-1747.
- (es) « Periods of Hodge Structures and Special Values of the Gamma Function », Inventiones mathematicae, no 1,‎ 2017, p. 247-282.